# Лицей островов Уоллис и Футуна
Лицей островов Уоллис и Футуна (фр. Lycée des îles Wallis et Futuna; LdIWF) — французский лицей в заморском сообществе Уоллис и Футуна. Единственный лицей на Уоллисе и Футуне. Действует как общеобразовательный, технологический и профессиональный лицей. Расположен в центре острова Уоллис.

## Образование

### Общеобразовательное и технологическое
- Бакалавриат ES — Бак L — Бак S
- Технологический бакалавриат в области менеджмента и управленческих наук и технологий (STMG)

### Профессиональное
- Диплом. Вариант технического обслуживания автомобилей А «легковые автомобили»
- Диплом. Маляр-аппликатор для покрытия
- Диплом. Ремонт и обслуживание прогулочных судов
- Диплом. Слесарь по металлу
- Профессиональный бакалавриат. Поддержка, уход и личные услуги (ASSP), вариант A «дома» и вариант B «в структуре»
- Профессиональный бакалавриат. Маркетинг и ресторанные услуги
- Профессиональная кухня Bac
- Профессиональное администрирование Bac Management
- Профессиональный бакалавриат в области электричества и связанных с ним сред

### Специальное образование
- В лицее есть секция регби, рассчитанная на 3 года.